# Iegor Gran
Pour les articles homonymes, voir Gran.
Iegor Andreïevitch Siniavski (en russe : Егор Андреевич Синявский), dit Iegor Gran, né le 23 décembre 1964 à Moscou, est un écrivain français.

## Biographie
Fils de l'écrivain russe Andreï Siniavski, dissident soviétique, arrivé en France à l'âge de dix ans, Iegor Siniavski y grandit. Il fait des études d'ingénieur à l'École centrale Paris (promotion 1987). Il entreprend en parallèle à son travail d'ingénieur une carrière d'écrivain et choisit comme pseudonyme le nom de famille de sa femme, Gran.
Auteur de plusieurs livres remarqués, il obtient en 2003 le grand prix de l'Humour noir pour ONG !, récit de la guerre picrocholine entre deux ONG — l'une s'occupant d'enfants malades, l'autre d'environnement — qui siègent dans le même immeuble.
En 2006 paraît Les Trois Vies de Lucie, livre qui relève de la littérature sous contrainte, puisque trois histoires différentes apparaissent selon que l'on lit la page de droite, la page de gauche ou les deux.
Iegor Gran a publié toute son œuvre chez P.O.L ou aux éditions Les Échappés.
À partir de 2011, il travaille avec Charlie Hebdo.
En 2015, il publie La Revanche de Kevin, avec un personnage qui vit mal le fait de se prénommer Kevin.
Dans Z comme zombie, publié en 2022, il livre sa réflexion sur la responsabilité du peuple russe dans la guerre contre l'Ukraine, en raison de sa soumission à la propagande du régime. L'acceptation du mensonge tient au fait que « depuis soixante-dix ans, ils ont préféré la fiction à la réalité ». Le procès du stalinisme et du poutinisme restant à faire, « la déstalinisation n’a jamais eu lieu » et « la société russe est tombée dans un gouffre moral »,.
Iegor Gran a une fille illustratrice, Emma Siniavski, qui évoque l'histoire de sa famille, en particulier de son grand-père Andreï Siniavski, dans la bande dessinée Babouchka et Dedouchka - survivre et s'amuser au pays des soviets.

## Thèmes abordés et thèses
Dans son roman L'Écologie en bas de chez moi, il aborde le thème de la controverse sur le réchauffement climatique.
Z comme zombie développe un certain nombre de thèmes éclairant l'esprit russe d'aujourd'hui et ce que l'auteur qualifie de « zombification ».

## Œuvres
- Ipso facto, Paris, éd. P.O.L, 1998 ; réédition, Paris, éd. J'ai lu no 5151, 1999 ; réédition, Paris, éd. Gallimard, « Folio » no 4312, 2006
- Acné festival, Paris, éd. P.O.L, 1999 ; réédition, Paris, éd. J'ai lu no 6058, 2001
- Spécimen mâle, Paris, éd. P.O.L, 2001
- ONG !, Paris, éd. P.O.L, 2003 ; réédition, Paris, éd. Gallimard, « Folio » no 4094, 2004
- Le Truoc-nog, Paris, éd. P.O.L, 2003
- Jeanne d'Arc fait tic-tac, Paris, éd. P.O.L, 2005
- Les Trois Vies de Lucie, Paris, éd. P.O.L, 2006
- Thriller, Paris, éd. P.O.L, 2009
- L'Écologie en bas de chez moi, Paris, éd. P.O.L, 2011 ; réédition, Paris, éd. Gallimard, « Folio » no 5446, 2012  (ISBN 978-2-07044797-8)
- L’Ambition, Paris, éd. P.O.L, 2013
- Vilaines Pensées, Paris, éd.Les Échappés, 2014
- La Revanche de Kevin, Paris, éd. P.O.L, 2015
- Le Retour de Russie, Paris, éd. P.O.L, 2016
- Écrire à l'élastique (avec Nicolas Fargues), Paris, éd. P.O.L, 2017
- Rêve plus vite, camarade ! L'industrie du slogan en URSS de 1918 à 1935, éd. Les Échappés, 2017
- Les Services compétents, Paris, éd. P.O.L, 2020
- Ces casseroles qui applaudissent aux fenêtres, Paris, éd. P.O.L, 2020
- Le Journal d'Alix, Paris, éd. P.O.L, 2022
- Z comme zombie, Paris, éd. P.O.L, 2022  (ISBN 978-2-8180-5621-9)
- Voyage clandestin avec deux femmes bavardes, 2023, Éd. POL,  (ISBN 9782818058763).
- L’entretien d’embauche au KGB, Bayard Éditions, 2024